# Alejandro Climent
Alejandro Climent Hernández (Valencia, 23 de septiembre de 1988) es un deportista español que compite en vela en la clase Formula Kite.
Ganó una medalla de bronce en el Campeonato Europeo de Formula Kite de 2015. Además, fue campeón de España en el año 2021.

## Palmarés internacional
| \| Campeonato Europeo \| Campeonato Europeo \| Campeonato Europeo \| Campeonato Europeo \| \| Año \| Lugar \| Medalla \| Clase \| \| ------------------ \| ------------------ \| ------------------ \| ------------------ \| \| 2015 \| Bozcaada (Turquía) \| Medalla de bronce \| Formula Kite \| |                    |                   |              |
| Campeonato Europeo |                    |                   |              |
| Año | Lugar              | Medalla           | Clase        |
| 2015 | Bozcaada (Turquía) | Medalla de bronce | Formula Kite |